# Sire Records
Pour les articles homonymes, voir Sire.
Sire Records Company est un label discographique américain, détenu par Warner Music Group et distribué par Warner Bros. Records aux États-Unis, et WEA International à l'extérieur.

## Histoire
Fondé en 1966 à New York par Seymour Stein et Richard Gottehrer, le label s'est distingué à partir de 1975 en signant de nombreux groupes se produisant en concert au sein du mythique CBGB. Après avoir sorti le premier disque des Ramones, Sire Records va accompagner la naissance de la scène punk rock en signant des groupes tels The Dead Boys, Talking Heads, The Undertones, Richard Hell and the Voidoids, Radio Birdman, The Pretenders, etc. Après une brève période marquée par un accord de distribution signé avec ABC Records, Sire a été racheté par Warner Bros. Records en 1978. Au cours des années 1980, le label a connu un grand succès commercial en lançant la carrière d'artistes renommés tels que Madonna (signée en 1982), Ice-T (en 1986) et The Cure. La tendance s'est confirmée dans les années 1990 avec des artistes comme Alanis Morissette, Seal ou k.d. lang.

## Source
- (en) Cet article est partiellement ou en totalité issu de l’article de Wikipédia en anglais intitulé « Sire Records » (voir la liste des auteurs).